# 懷德·巴塞蒂
懷德·巴塞蒂（義大利語：Gualtiero Bassetti；1942年4月7日—），意大利人，天主教司鐸級樞機及佩魯賈-皮耶韋城總教區總主教。

## 生平
巴塞蒂生於1942年4月7日，意大利佛羅倫斯省的市鎮馬拉迪。於1966年6月29日在佛羅倫薩總教區晉鐸。
1994年9月8日晉牧，並被時任教宗若望·保祿二世任命為馬薩馬里蒂馬-皮翁比諾教區主教。1998年11月21日，改任命為阿雷佐-科爾托納-聖塞波爾克羅教區主教。直到2009年10月4日，接替Giuseppe Chiaretti成為佩魯賈-皮耶韋城總教區正權總主教。
在2012年，他被選為溫布利亞主教會議主席，並且是意大利主教會議副主席。2014年2月22日，被時任教宗方濟各任為司鐸級樞機。